# Periscepsia anacantha
Periscepsia anacantha är en tvåvingeart som först beskrevs av Friedrich Hermann Loew 1847.  Periscepsia anacantha ingår i släktet Periscepsia och familjen parasitflugor. Inga underarter finns listade i Catalogue of Life.